# 松村之彦
松村 之彦（まつむら ゆきひこ、1956年10月27日 - ）は、日本の実業家。丸紅代表取締役副社長CAO兼CCO兼CIOを経て、駐エストニア特命全権大使。

## 人物・経歴
ラ・サール中学校・高等学校を経て、1980年一橋大学社会学部卒業、丸紅入社。2009年執行役員財務部長。2012年代表取締役常務執行役員CFO。2015年代表取締役専務執行役員CFO。2016年専務執行役員米州統括、丸紅米国会社社長・CEO。2018年代表取締役副社長執行役員CAO兼CCO兼CIO、日本貿易会常任理事。2020年特別顧問。2021年から駐エストニア特命全権大使を務め、2023年にはティート・リーサロー経済通信大臣から2025年日本国際博覧会不参加の意向の説明を受けた。